# Kasei Valles
Le Kasei Valles sono un complesso di valli marziane situate nell'emisfero boreale del pianeta, dalla lunghezza complessiva di 1580 km. Sono state battezzate con il nome di Marte in lingua giapponese.
Si tratta in verità di una valle laterale di Echus Chasma - che fa parte del complesso di Valles Marineris - che prosegue verso nord e si divide in diverse valli secondarie, fino a lambire il confine occidentale di Chryse Planitia. Prosegue quindi ad ovest e a nord degli altipiani di Lunae Planum.

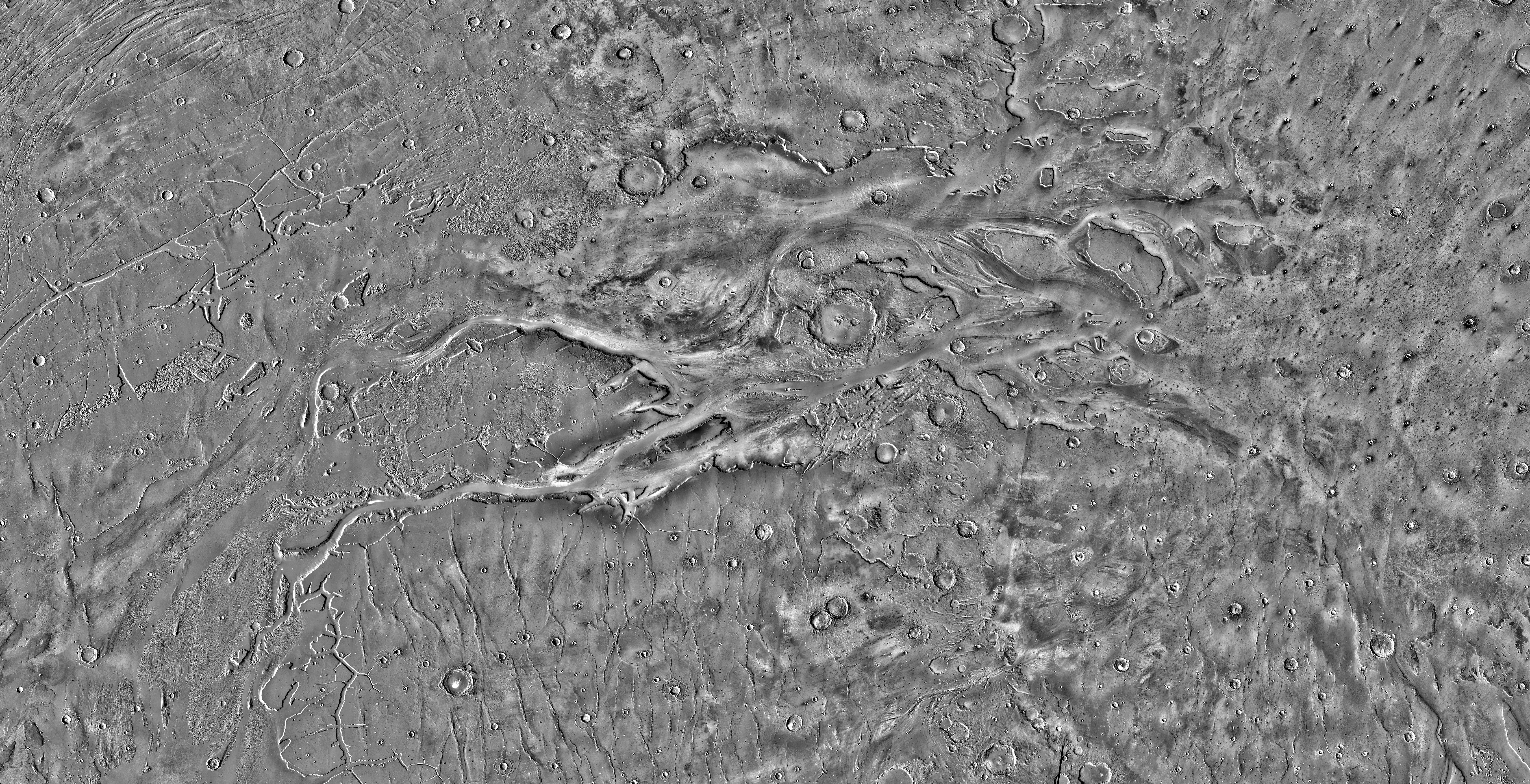
Alta risoluzione THEMIS diurno mosaico immagine infrarossa della Kasei Valles e dintorni.
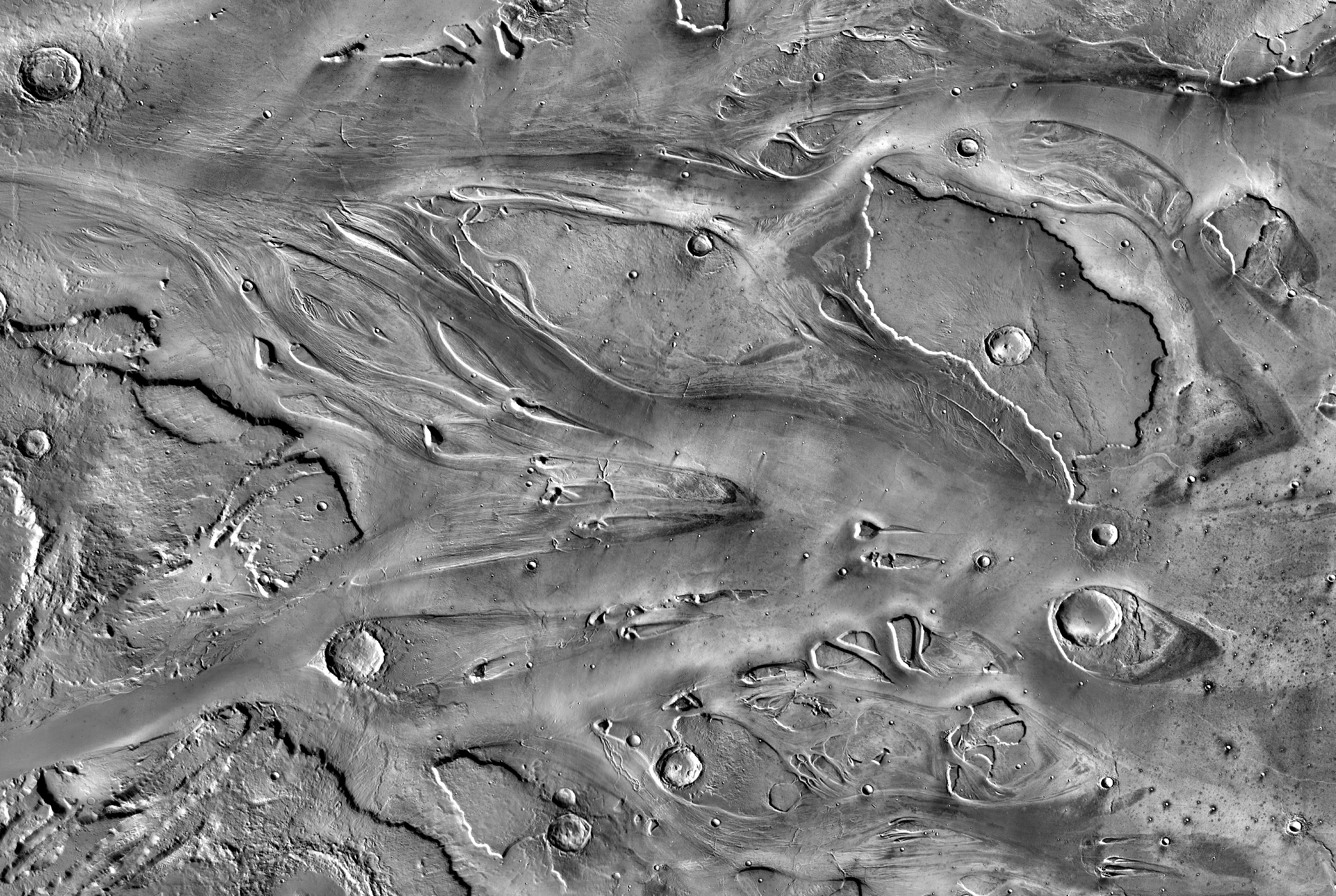
Vista di morfologie snelle in Kasei Valles (dettaglio da THEMIS mosaico a sinistra).